# Chronologie de la législation forestière en Algérie coloniale

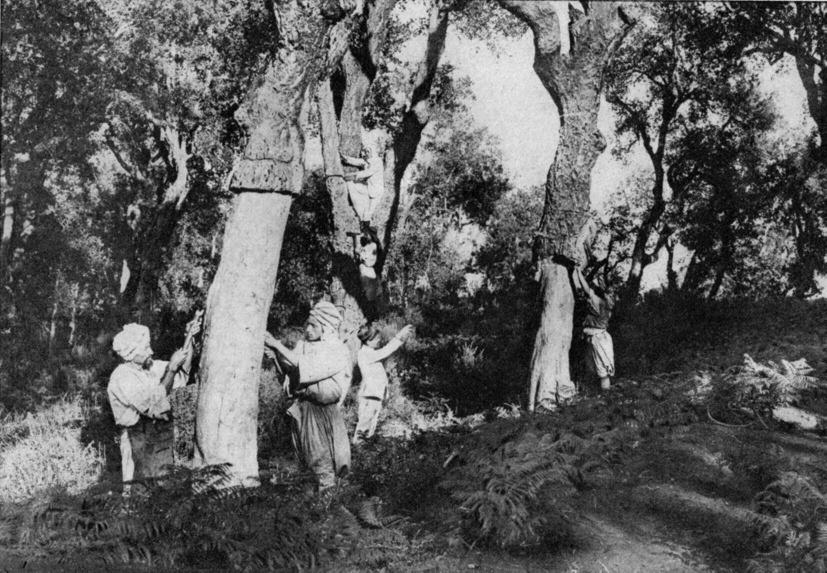
Exploitation du liège en Algérie durant l’époque coloniale française

Une législation forestière se met en place simultanément, en France métropolitaine avec le code forestier de 1827, et en Algérie tout juste conquise en 1830 par la France. Les enjeux de cette application de la législation forestière en Algérie sont considérables car celle-ci met en cause les utilisations des territoires forestiers par leurs habitants.

## Les enjeux forestiers en Algérie coloniale
L'adoption d'une législation forestière en France métropolitaine est contemporaine de la conquête de l'Algérie par la France. Si le code forestier est adopté en 1827 pour la France métropolitaine, la colonisation de l'Algérie débute trois ans plus tard en 1830. Par le fait de la conquête, ce code forestier peut s'appliquer directement en Algérie. Toutefois, la mise en place d'une administration forestière est tardive et les premiers fonctionnaires forestiers n'arrivent qu'en 1838 et en petits effectifs. L'application de ce code se trouve ainsi simultanément décalé et modifié pour répondre aux enjeux d'une situation coloniale.
Les enjeux de son application sont considérables. Pour les ruraux algériens, il faut noter que les forêts procurent une partie non négligeable de leurs ressources économiques. Les forêts procurent en effet du bois de chauffe ou de cuisine, du bois ou des matériaux pour l'artisanat mais aussi des espaces de pâturage pour le bétail et des enclaves de culture. Ces usages négociés au sein des villages et vis-à-vis de la régence se trouvent bouleversés par l'imposition d'une « foresterie rationnelle ». L'administration forestière est en effet convaincue de la relation existant entre la préservation des forêts et le maintien ou l'instauration d'un climat sain pour les populations et favorables au développement d'une agriculture. Parallèlement, les ressources forestières algériennes suscitent la convoitise et tout particulièrement les forêts de chênes-lièges très rares en France. Cette conviction et cette convoitise amènent l'administration forestière à vouloir restreindre les usages forestiers des ruraux algériens. Une législation restrictive des droits d'usage se met progressivement en place qui suscite des conflits importants.

## Chronologie de la législation forestière

### Ordonnance interdisant le brûlage du bois et de la végétation (1838)
L'application de cette ordonnance n'est encore que théorique, même si elle peut être utilisé à d'autres fins, dans un contexte de conquête. En effet, en 1838, l'administration forestière ne comprend que quelques fonctionnaires seulement.

### Loi du 16 juin 1851 relative à la propriété en Algérie
L’article 4 de la loi du 16 juin 1851 stipule : « Le domaine de l’État se compose : […] Des bois et forêts, sous la réserve des droits de propriété et d'usage régulièrement acquis avant la promulgation de la présente loi ». Des droits de propriété et d’usage peuvent être reconnus, mais n’étant pas « régulièrement acquis » au sens où ils ne sont que rarement attestés par un acte écrit, l’administration forestière est légalement portée à la tête d’un vaste domaine en Algérie.

### Ordonnance contre les incendies de forêts (1854)
Lorsqu'un membre d’une tribu est reconnu coupable d’un incendie, la tribu peut être sanctionnée d’une amende ou d’un séquestre collectif. 

### Décret en faveur des concessionnaires forestiers (1867 puis 1870)
7 août 1867 : Décret reconnaissant aux concessionnaires forestiers la cession gratuite des sections de leurs concessions brûlées depuis 1863. En outre, un tiers des sections non brûlées leur sont également attribuées à titre gratuit. Ce décret est remplacé par un autre en date 2 février 1870 plus favorable encore aux liégistes. 

### Loi relative aux mesures à prendre en vue de prévenir les incendies dans les régions boisées de l'Algérie (1874)
Cette loi autorise et encadre les sanctions collectives contre les tribus ou douars reconnus coupables d'incendies pour lesquels l’origine malveillante est reconnue. Cette reconnaissance par l'administration n'est pas nécessairement fondée sur une démonstration. La loi contraint également les Algériens à lutter contre l’incendie déclenché sous peine d’amendes collectives ou de séquestres. Cette loi de 1874 reprend en grande partie celle adoptée en 1870 dans les derniers mois du Second Empire s’appliquant aux forêts de chênes-lièges des massifs des Maures et de l’Esterel (Var). 

### Validation a posteriori de l'applicabilité du code forestier français à l'Algérie (1883)
La cour de cassation valide a posteriori l’application du code forestier français pour l’Algérie. 

### Loi sur le reboisement de l'Algérie (1885)
Adoptée le 9 décembre 1885, cette loi autorise également le rachat des droits d’usage des ruraux algériens (droit de pâturage en particulier). L’article 13 prévoit l’expropriation pour utilité publique de terrains pour reboisement (terrains de montagne, dunes mais aussi terrains jugés utiles à la protection des sources d’eau et à la santé publique).

### Code forestier pour l'Algérie (1903)
En 1903, est adopté un code forestier pour l’Algérie qui intègre les lois précédentes dont la loi de 1874 réglementant la répression des incendies. La loi sur le reboisement de l’Algérie de 1885 y est également reprise.